# Municipio de Topsail
El municipio de Topsail (en inglés: Topsail Township) es un municipio ubicado en el  condado de Pender en el estado estadounidense de Carolina del Norte. En el año 2010 tenía una población de 21.256 habitantes.

## Geografía
El municipio de Topsail se encuentra ubicado en las coordenadas 34°23′3.61″N 77°39′9.91″O / 34.3843361, -77.6527528.